# 52455 Masamika
52455 Masamika è un asteroide della fascia principale. Scoperto nel 1995, presenta un'orbita caratterizzata da un semiasse maggiore pari a 2,5251386 UA e da un'eccentricità di 0,2053214, inclinata di 19,00402° rispetto all'eclittica.